# Clérice Frères
La raison sociale Clérice Frères représente plusieurs illustrateurs français d'une même famille – Justin Clérice (1863-1908), son frère Charles Clérice (1865-1909) et les fils de ce dernier, Victor Clérice (1880-1952) et François Clérice (1882-1903) – qui, à la fin du XIXe siècle, se spécialisent entre autres dans la production d'affiches et de partitions musicales populaires et parfois grivoises. 

## Parcours

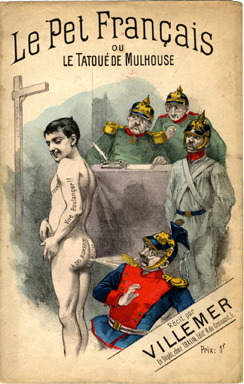
Illustration de Charles Clérice pour Le Pet français de Villemer, vers 1890.

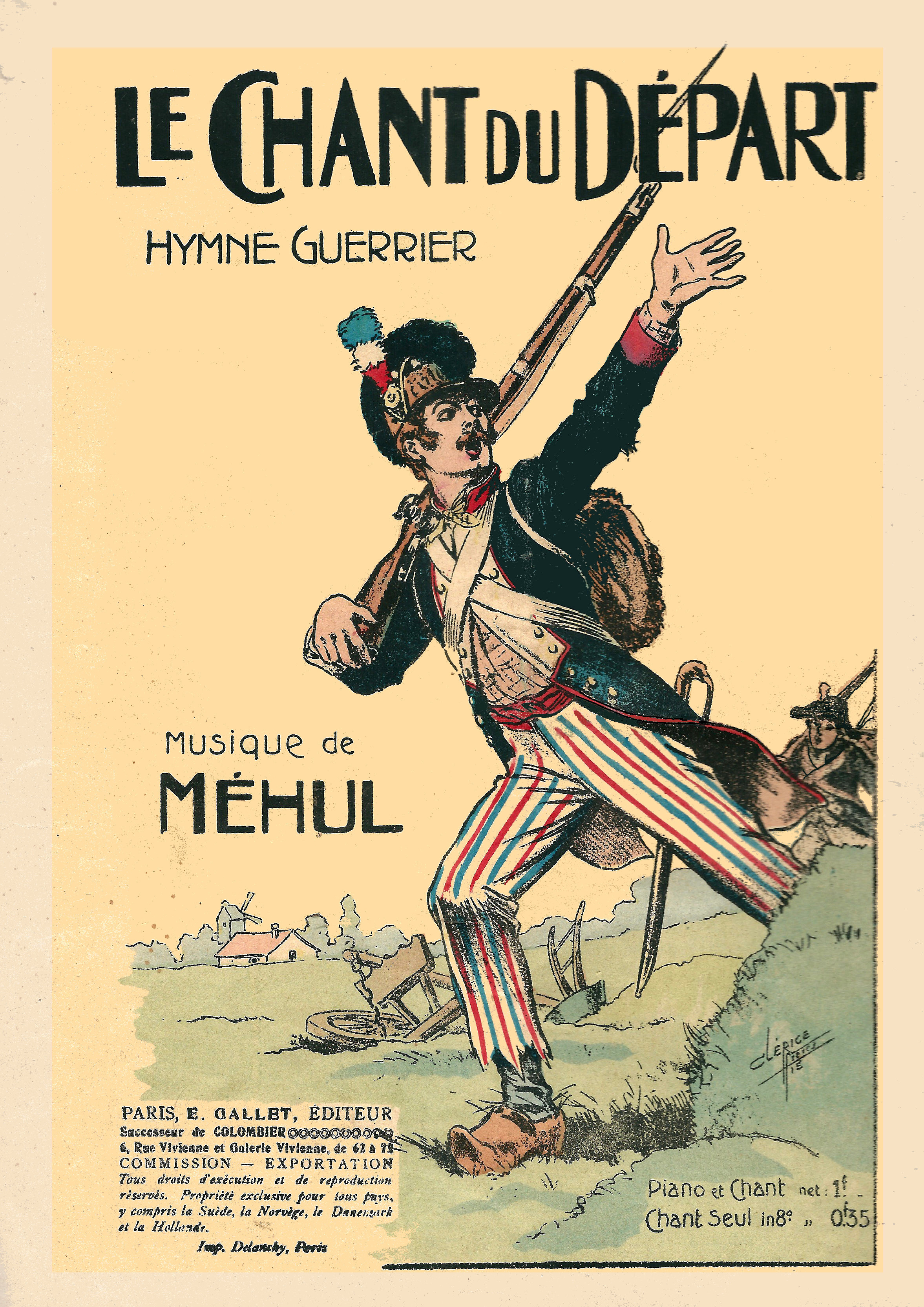
Partition du Chant du Départ de Méhul & Chénier, éd. E. Gallet, illustration Clérice Frères (1915).

L'entreprise a été fondée par Carlos Clérice, né en 1865 à Buenos Aires, fils aîné de Victor Clérice (1823-1876), un charron originaire de Tournai-sur-Dive en Normandie, qui avait créé un atelier de construction de carrosses situé dans le centre de la capitale argentine, rue Belgrano. 
À la mort de son père en 1876, Carlos prend en charge sa famille, dont son frère Justin et sa sœur Elisa. Il commence des études musicales, qu'il abandonne pour se consacrer au dessin. Il collabore à des périodiques satiriques comme El Mosquito (1863-1870), puis en 1879, illustre la première édition de La Vuelta de Martín Fierro de José Hernández, publiée par la Libreria del Plata à Buenos Aires. Une partie des gravures est conservée au Museo histórico nacional de Buenos Aires et une rétrospective Carlos Clérice a été présentée lors d'une exposition de gravure à Rosario en 1942. 
En 1882, après la naissance de ses enfants Victor et François, il part s'installer en France, accompagné de son ami et collègue l'illustrateur brésilien Cândido de Faria (1849-1911). Carlos devenu Charles, et qui signait ses travaux « Ch. Clérice », monte un atelier de gravure (lithogravure, gravure sur cuivre), et produit des illustrations pour des livres, magazines et bandes dessinées. Il s'associe à son frère Justin, puis à ses deux fils, sous la raison sociale « Clérice Frères ». Outre son travail pour de nombreuses éditions de romans populaires, la signature de Charles Clérice apparaît régulièrement dans les premières éditions de La Semaine de Suzette au début des années 1910. Il meurt en 1912.
En ce qui concerne les affiches et les partitions signées « Clérice Frères », il est probable, étant donné le trait de la plupart des lithographies, qu'elles ont été exécutées par une seule personne, à savoir, Victor Clérice. Dès l'âge de 16 ans, Victor réalise des illustrations pour le Journal des voyages sous la forme de bandes dessinées, genre qu'il poursuit dans divers journaux populaires destinés à la jeunesse. Victor et son frère François ont ensuite publié entre autres une série d'ouvrages pour les éditions Larousse (1931-1938) ainsi que deux livres sur L'Affaire du courrier de Lyon (1938). Concernant leur production, plus de 580 images ont été répertoriées à ce jour.
Quant au frère de Charles, Justin, il obtient un certain succès en tant que compositeur. Né le 16 octobre 1863 également à Buenos Aires, il poursuit ses études au Conservatoire de Paris, puis compose des airs pour la danse, le ballet et les scènes de théâtre. Après 1900, il produit un répertoire conséquent pour instrument seul – principalement le piano – exploitant le renouveau de la musique de chambre alors très en vogue. La plupart de ses partitions sont illustrées par Clérice Frères. Il meurt le 9 septembre 1908.

## Illustrations d'ouvrages
Charles Clérice pour des romans de Louis Boussenard publiés en feuilleton
- Voyages et aventures de Mademoiselle Friquette (1891)
- Aventures extraordinaires d'un homme bleu (1891)
- Le Défilé d'enfer (1891)
- Les Français au Pôle nord (1892)
- Les Secrets de Monsieur Synthèse (Librairie illustrée, 1892)
- Sans-le-sou (1897)
- L'Île en feu. Suite des Voyages et aventures de mademoiselle Friquette (Librairie illustrée, 1898)
- Les Étrangleurs du Bengale (Sans-le-sou chez les Fakirs) (Le Journal des voyages, 1901)
- L'Enfer des glaces (1902)

## Titres de quelques œuvres
- Le Naïf, paroles de Louis Dehné, Henri Chatau, Charles Clérice, partition musicale F. Guillemain, Paris, 1887